# Sevane (Becerreá)
Sevane (llamada oficialmente San Xoán de Sevane) es una parroquia y una aldea española del municipio de Becerreá, en la provincia de Lugo, Galicia.

## Organización territorial
La parroquia está formada por cuatro entidades de población:
- Cousín
- Donín
- Sevane
- Souto

## Demografía

### Parroquia
| Gráfica de evolución demográfica de Sevane (parroquia) entre 2000 y 2019 |
|                                                                          |
| Datos según el nomenclátor publicado por el INE.                         |

### Aldea
| Gráfica de evolución demográfica de Sevane (aldea) entre 2000 y 2019 |
|                                                                      |
| Datos según el nomenclátor publicado por el INE.                     |